# Badkamer

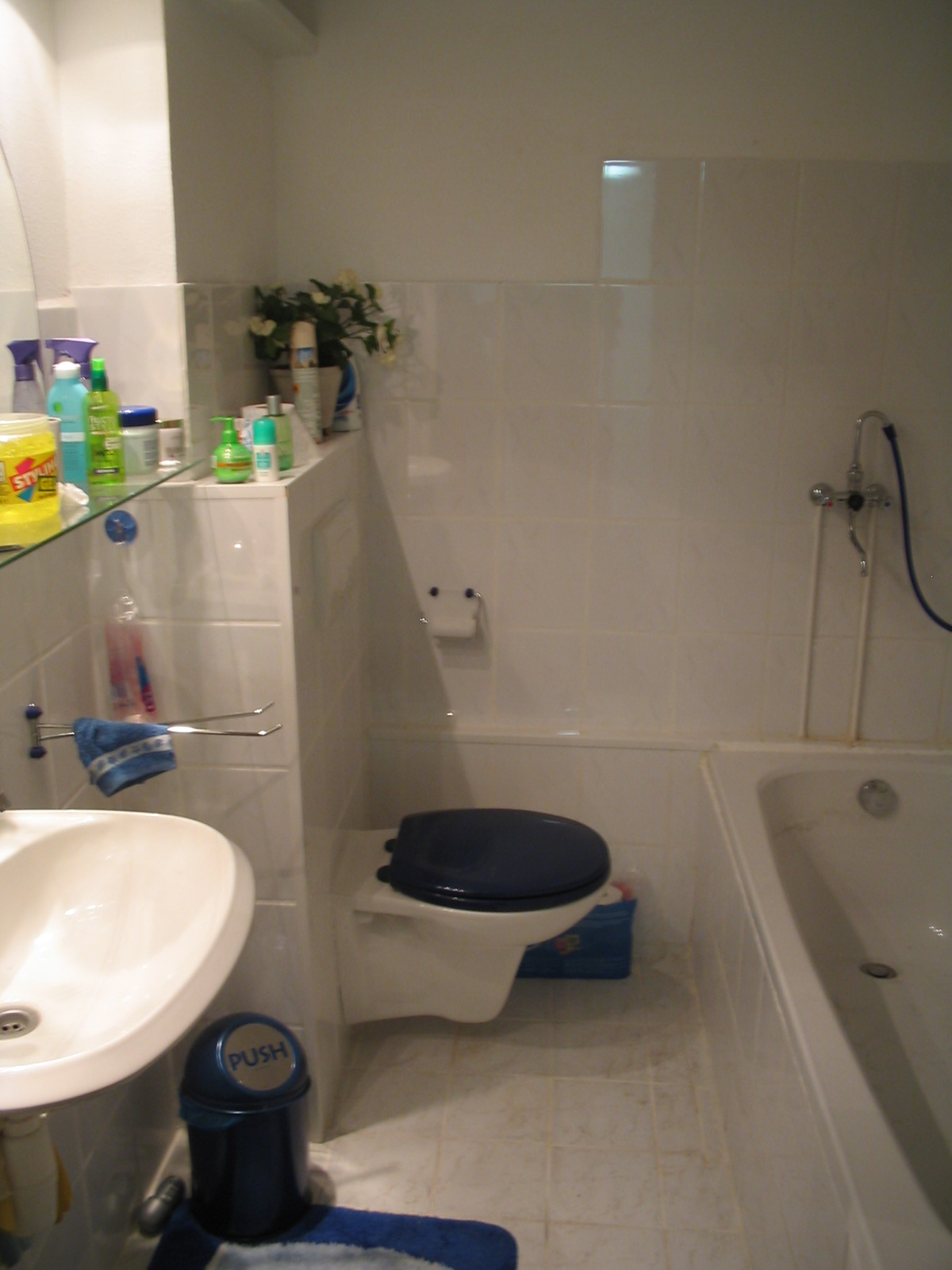
Een badkamer

Een badkamer is een sanitaire ruimte in een woning, ingericht voor het wassen van het lichaam of delen van het lichaam. Voorzieningen die in een badkamer aanwezig kunnen zijn, zijn een douche, kuipbad, een wastafel en bidet. Vaak is er ook een wc aanwezig.
In veel huizen is de (enige) wc in de badkamer ingebouwd. In landen waar dat al langer gebruikelijk is, zoals het Verenigd Koninkrijk, wordt vaak badkamer gezegd als eufemisme voor het als te direct gevoelde begrip wc. Men vraagt dan Can I use the bathroom? of Where can I wash my hands? (Mag ik de badkamer gebruiken? Waar kan ik mijn handen wassen?). Zelfs in (openbare) gebouwen waar aparte wc-ruimtes zijn, duidt men dat zo aan. In landen waar het eufemisme niet gebruikelijk is, zal de vraag makkelijk verkeerd begrepen worden.

## Oorsprong
De Romeinen bouwden voor het eerst badkamers in hun woningen. Deze badkamer noemde men lavantrinium. Omdat het aanleggen ervan kostbaar was, bouwden de Romeinen ook (publieke) badhuizen of balnea.